# Ivan Borisov
Pour les articles homonymes, voir Borisov.
Ivan Borisov (en russe : Иван Борисов) est un skieur alpin kirghiz, né le 4 mars 1979 à Bichkek. 

## Biographie
Il mesure 1,78 m pour 78 kg. Ses spécialités sont le slalom et le slalom géant.
Il est le porte-drapeau en tant que seul représentant de son pays aux JO de Turin. Il a terminé 41e et dernier classé en slalom géant et a été disqualifié lors de la deuxième manche du slalom spécial.
Il a également participé aux Championnats du monde en 2003, 2005, 2007, 2009, 2015 et 2017. Ses meilleurs résultats sont une 55e place en slalom en 2009 et une 56e place en géant en 2007.
Dans les autres épreuves organisées par la FIS, sa meilleure performance est une 21e place en slalom à Changchun en 2007.